# Ле Дай-хань
Ле Дай-хань (Ле Хоан) (вьет. Lê Đại Hành, он же вьет. Lê Hoàn; 941—1005) — первый император (980—1005 годы) вьетнамской династии Ле, сменившей династию Динь.
Свою карьеру начал в качестве командира в армии вьетнамского императора Динь Бо Линя (вьет. Đinh Bộ Lĩnh) и дослужился до должности главнокомандующего. После смерти Динь Бо Линя, Ле Дай-хань стал регентом преемника императора — шестилетнего Đinh Toan. Затем Ле Дай-хань женился на его матери —  вдовствующей императрице Зыонг Ван Нга (вьет. Dương Vân Nga), и в 980 году провозгласил себя императором. Сохранив столицей империи город Хоалы, он отразил несколько набегов китайской династии Сун, платя им регулярные подати с целью обеспечения мирных отношений. После его смерти династия Ле пришла в упадок.

## Биография
Родился 10 августа 941 года в бедной семье в южном округе провинции Айтяу. В то время эта территория принадлежала вьетнамскому императору Нго Куену. В молодом возрасте Ле Дай-хань остался сиротой и был принят в семью местного чиновника, принадлежавшего семье Ле. После смерти императора в 944 году, страна постепенно погружалась в хаос из-за неудачного правления двумя старшими сыновьями Нго Куена. После их смерти в 954 и 965 годах соответственно, в стране правили 12 независимых командиров. После многолетнего конфликта власть во Вьетнаме перешла к Динь Бо Линю (вьет. Đinh Bộ Lĩnh), происходившего из провинции Ниньбинь. В 968 году он провозгласил себя императором Вьетнама. Ле Дай-хань служил в его армии, достигнув поста главнокомандующего императорских вооружённых сил.
В 979 году Динь Бо Линь и его старший сын Динь Льен (вьет. Đinh Liễn) были убиты и власть в стране перешла к шестилетнему сыну Динь Тоану, а Ле Дай-хань стал регентом мальчика. Жена императора Зыонг Ван Нга (вьет. Dương Vân Nga) стала вдовствующей императрицей. Другие влиятельные люди королевства стали подозревать, что Ле Дай-хань попытается захватить власть и выступили против него. Ле Дай-ханю удалось подавить внутреннюю оппозицию; в 980 году он женился на Зыонг Ван Нга и в этом же году объявил себя императором. Это стало концом династии Динь и началом ранней династии Ле (в отличие от поздней династии Ле XV века).
Начало правления Ле Дай-ханя ознаменовалось войны против соседних стран, которые попытались воспользоваться очевидной слабостью вьетнамского королевства после гибели Динь Бо Линя. Однако военные успехи нового императора против империи Сун и Тямпы, вместе с его дипломатическим усилиями, привели к надёжной защите Вьетнама. Правление Ле Дай-ханя продолжалось 25 лет.
Ле Дай-хань умер в 1005 году, передав власть в стране одному из своих сыновей. Однако спор за власть между его сыновьями привёл в конце концов к упадку династии. В 1009 году был организован заговор, в результате которого на трон взошёл основатель династии Ли Ли Конг Уан, взявший тронное имя Ли Тхай-то.
На территории Хоалы сохранилось много памятников Древнего Вьетнама, среди которых храм Ле Дай-ханя.

Памятники в Хоалы
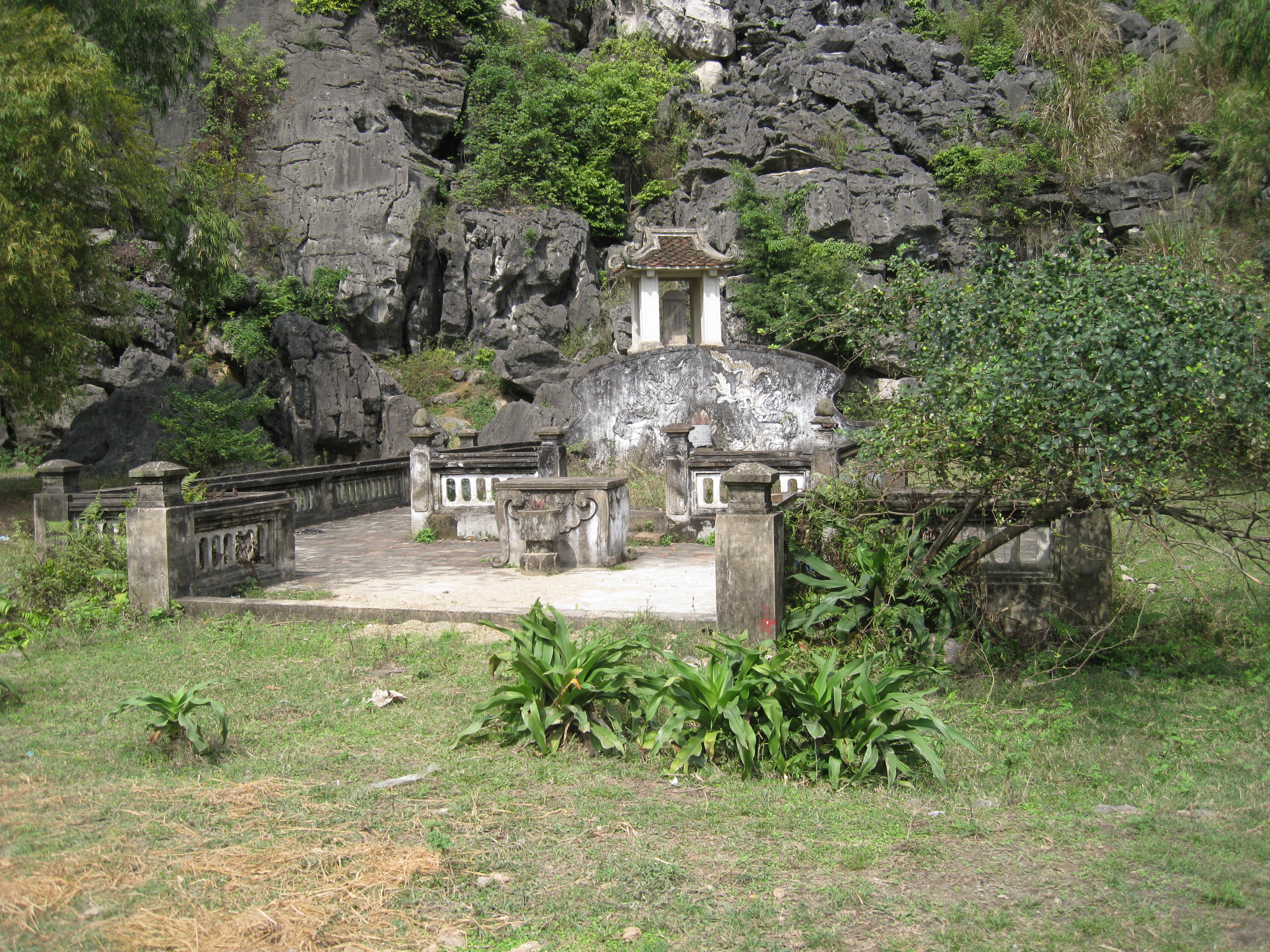
Могила Ле Дай-ханя
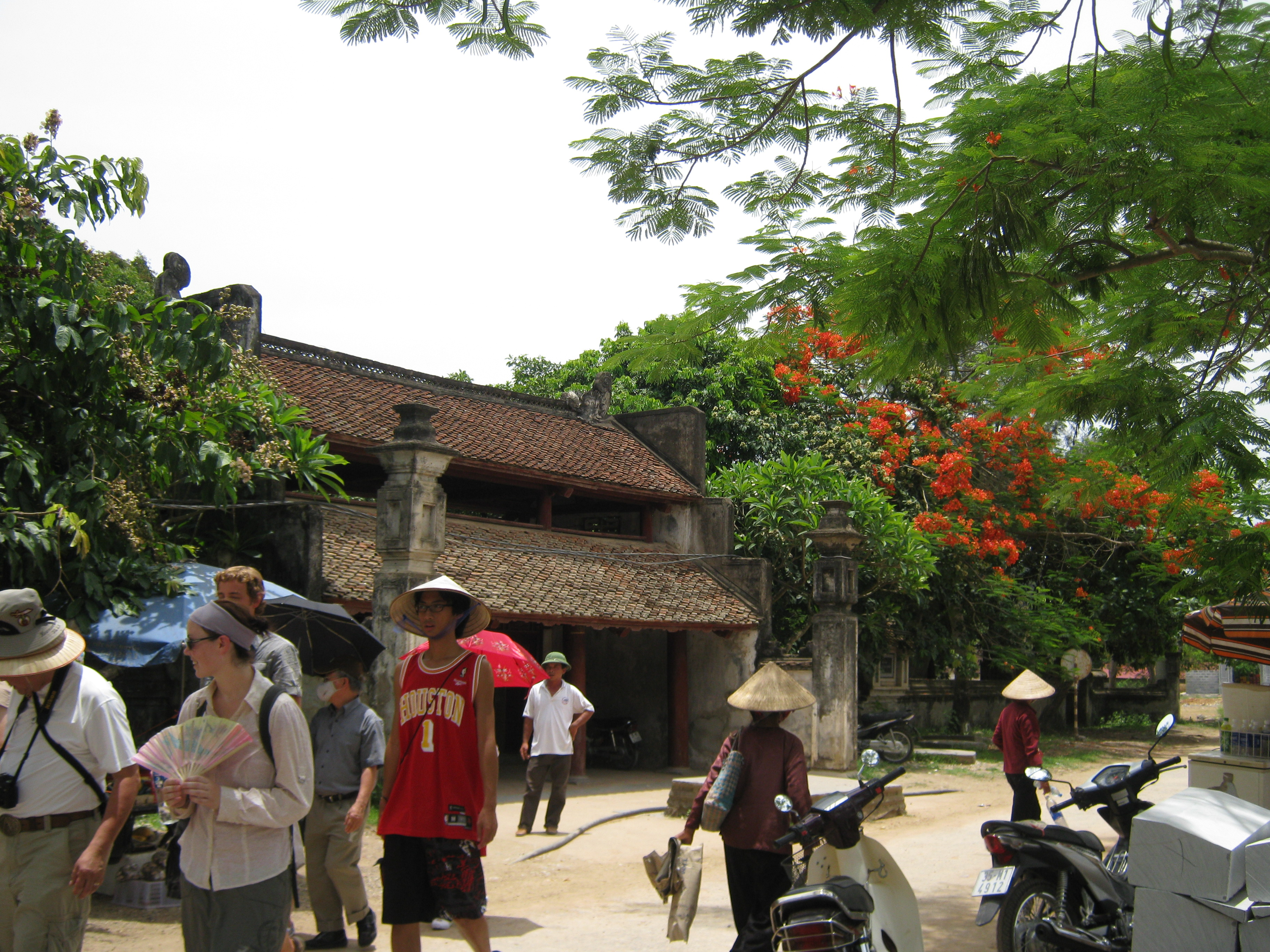
Храм Ле Дай-ханя